# Lata (Ilhas Salomão)
Lata é a capital provincial da Província de Temotu, Ilhas Salomão.
 Em 2007, ela tinha 553 habitantes. Há algumas casas de repouso para estadias de uma noite. Há uma estação de correios, escritório de telecomunicações e diversas lojas.
A cidade possui um pequeno aeroporto, com voos para Makira e Honiara. Serviço de transporte é irregular, mas, ocasionalmente, o transporte pode ser encontrado para Honiara ou ilhas exteriores. Viagem de canoa da ilha de Nendo ou para as Ilhas Reef é possível.
O hospital principal da Província de Temotu, o Hospital Lata está situado na cidade.
O único serviço de asa fixa é feito pela Solomon Islands Air. A Missão de Assistência Regional para as Ilhas Salomão (RAMSI) fornece seus próprios vôos quinzenais de helicóptero a Lata.
Durante a tensões étnicas de 2003, não houve problemas em Lata, principalmente por estar tão longe da capital, Honiara.
Lata é servido por um canal de acesso livre de televisão analógica, com transmissão na faixa de VHF na frequência de 175.25 MHz, fornecendo uma mistura de conteúdos de esporte e notícias. O canal é fornecido pela Telekom Television, que é propriedade integral da Solomon Telekom um dos dois provedores de telecomunicações nas Ilhas Salomão.